# Мужек, Матео
Матео Мужек (хорв. Mateo Mužek; 29 апреля 1995, Грац, Австрия) — хорватский футболист, защитник.

## Карьера
В январе 2020 года подписал контракт с греческим клубом «Лариса».
В июле 2021 года стал игроком словенского клуба «Радомлье».
В июле 2022 года перешёл в казахстанский клуб «Кызыл-Жар СК».

## Достижения
«Шериф»
- Чемпион Молдавии : 2019

«Хрватски Драговоляц»
- Победитель второй хорватской лиги : 2012/13

## Клубная статистика
| Игровая карьера | Игровая карьера | Игровая карьера | Лига | Лига | Кубок | Кубок | Межд. | Межд. | Др. | Др. |
| --------------- | --------------- | --------------- | ---- | ---- | ----- | ----- | ----- | ----- | --- | --- |
| 2017/18         | Нефтчи          | А               | 2    | 0    | 1     | 0     | —     | —     | —   | —   |
| 2018            | Шахтёр          | А               | 30   | 0    | 3     | 0     | —     | —     | —   | —   |
| 2019            | Сент-Миррен     | А               | 14   | 0    | 2     | 0     | —     | —     | —   | —   |
| 2019            | Шериф           | А               | 9    | 0    | —     | —     | 5     | 0     | —   | —   |
| 2019/20         | Лариса          | А               | 12   | 0    | —     | —     | —     | —     | —   | —   |
| 2020/21         | Лариса          | А               | 9    | 1    | —     | —     | —     | —     | —   | —   |
| 2021/22         | Радомлье        | А               | 30   | 0    | 1     | 0     | —     | —     | —   | —   |
| 2022            | Кызыл-Жар       | А               | 4    | 0    | 2     | 0     | 4     | 0     | —   | —   |